# Pázmánd
Pázmánd is een plaats (község) en gemeente in het Hongaarse comitaat Fejér. Pázmánd telt 2026 inwoners (2001).